# 接觸銲點

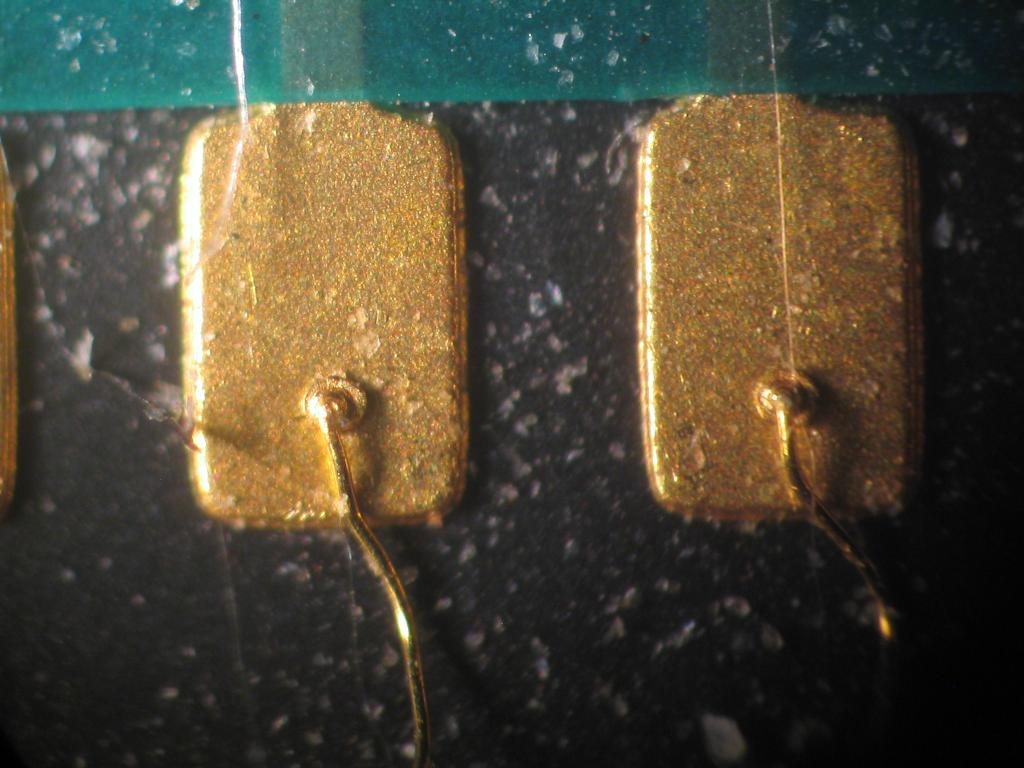
金線以球狀打線接合到接觸銲點

接觸銲點（Contact pads）是印刷电路板上特別設計的表面，或是集成电路裸晶上的金屬表面。接觸銲點的材質可能是金、銅或是鋁，寬度僅有數毫米。在積體電路裡的接觸銲點會放在裸晶的邊緣，在不造成短路的前提下和其他電路連接。若要和其他的电路板連接，傳輸資料或電力，也可以安排較大的面積，用多點接觸銲點來實現。
用接觸銲點連接其他電路的方式有软钎焊、打線接合、覆晶技術接合或是探針卡。

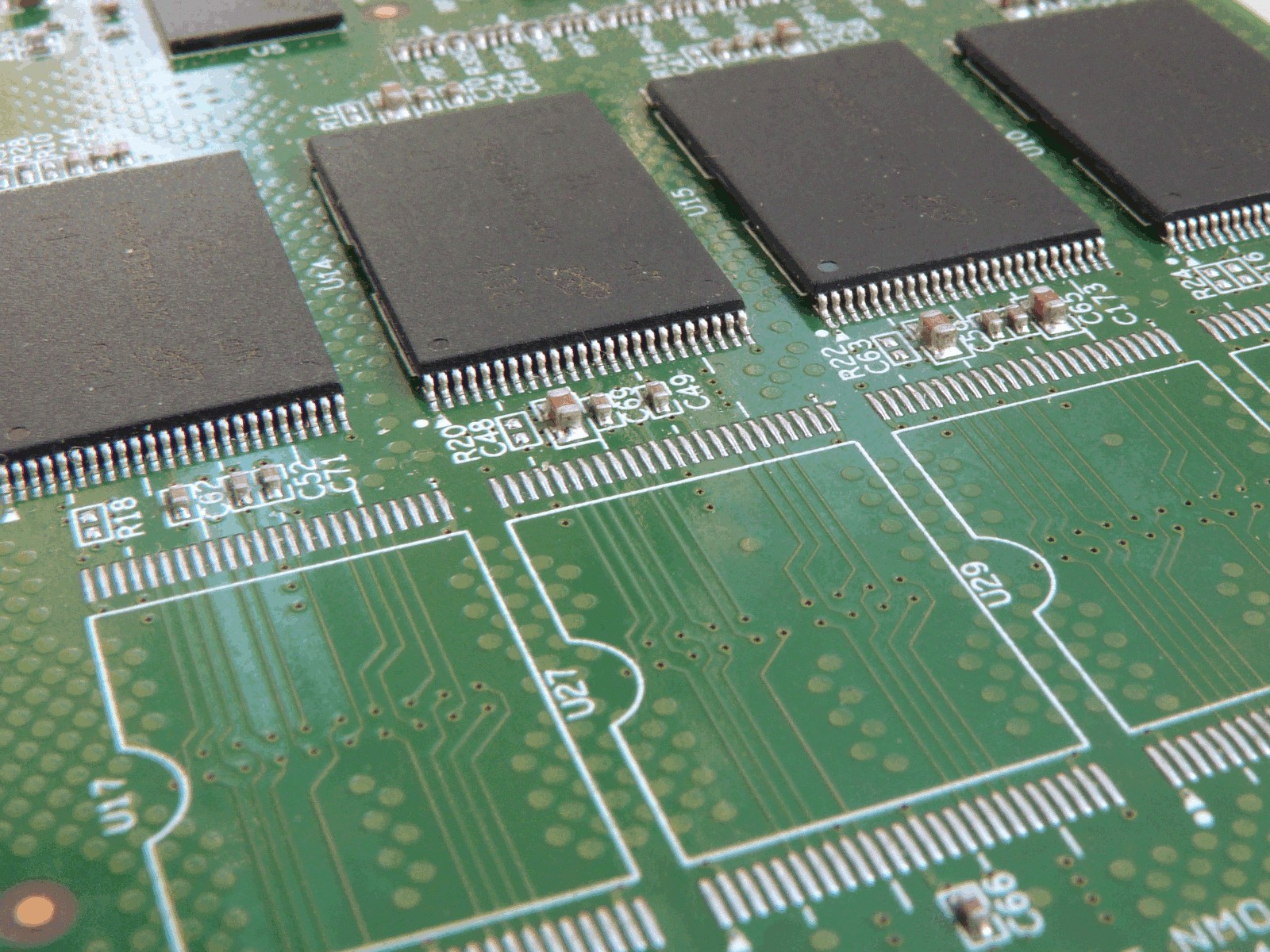
印刷電路板上有擺件（後方）及未擺件（前方）的TSOP元件footprint，footprint兩側的銀色短線就是接觸銲點

在積體電路的製造過程中，接觸銲點會在光刻步驟內，和其功能結構一併創建，之後會進行測試。在測試過程中，會用自動測試設備，配合探針卡的探針接觸銲點，量測其電阻值，以確認是否有損壞。

## 延伸閱讀
- Jing Li, Evaluation and Improvement of the Robustness of a PCB Pad in a Lead-free Environment, ProQuest, 2007 ISBN 0-549-32110-1.
- Kraig Mitzner, Complete PCB Design Using OrCAD Capture and PCB Editor, Newnes, 2009 ISBN 0-08-094354-3.
- Deborah Lea, Fredirikus Jonck, Christopher Hunt, Solderability Measurements of PCB Pad Finishes and Geometries, National Physical Laboratory, 2001 OCLC 59500348.